# Mai
ianuarie • februarie • martie  • aprilie  • mai  • iunie  • iulie  • august  • septembrie  • octombrie  • noiembrie  • decembrie

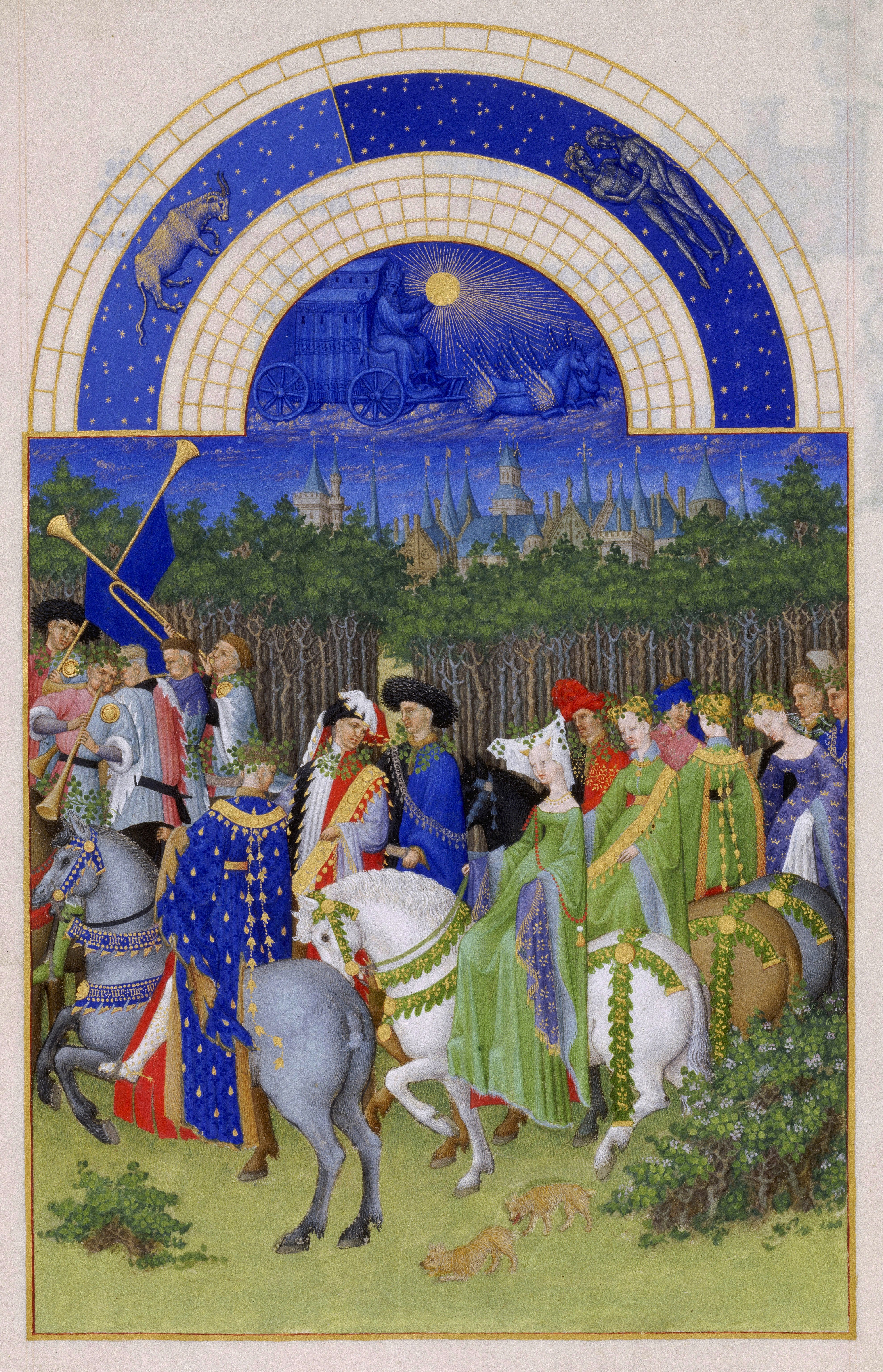
Mai - Les Très Riches Heures du duc de Berry

Mai sau Florar este a cincea lună a anului în calendarul Gregorian și una dintre cele șapte luni gregoriene cu o durată de 31 de zile.
Mai începe (astrologic) cu soarele în semnul Taurului și sfârșește în semnul Gemenilor. Din punct de vedere astronomic, luna mai începe cu soarele în constelația Berbecului și se sfârșește cu soarele în constelația Taurului.
Numele lunii mai (latină: Maius) vine de la denumirea maiores dată de Romulus senatorilor romani.
Grecii numeau luna mai Thargelion. În România, luna mai, popular, se numește Florar. Pe ogoare, în livezi, grădini și podgorii activitatea este în toi, iar turmele de oi, cirezile de vite și prisăcile au o productivitate maximă.
În nici un an nici o altă lună nu începe cu aceeași zi a săptămânii ca luna mai.
În credința romano-catolică, luna mai este dedicată în mod tradițional sfintei Fecioare Maria.
Soarele și Luna
Soarele — la începutul lunii mai soarele răsare la ora 06:06 și apune la ora 20:20, iar la sfârșitul lunii răsare la ora 05:35 și apune la ora 20:52.
Fazele Lunii: la 4 mai — Lună Nouă (Luna începe să crească) la 14:06; la 12 mai — Luna la Primul Pătrar la 03:46; la 20 mai — Lună Plină (Luna începe să descrească) la 01:54; la 27 mai — Luna la Ultimul Pătrar la 02:00
Evenimente și tradiții
- 1 mai — Arminden
- 12 mai — Sf. Gherman
- 21 mai — Sf. Mari Împărați Constantin și Elena

Zicale populare
- Mai e Rai.
- Când plouă în luna mai, plugul îi de aur.
- Maiul alege, dacă păpușoi vom culege.
- Dacă nu plouă în mai, nu se mănâncă mălai.
- Maiul e luna de primblare pentru cel ce-n pungă n-are.
- Maiul este luna lui Traistă-n băț.
- Martie uscat, prier ud, maiul potrivit, fericit țăranul care a semănat.

Caragiale - Calendar
I.L.Caragiale spunea în Calendar despre luna mai Monșerii încep a-și umbri ceafa cu umbreluțe albe. Se așază băi mixte la Nicopole și Șiștov.